# Horatio Fitch
Horatio Fitch (Chicago, Estados Unidos, 16 de diciembre de 1900-4 de mayo de 1985) fue un atleta estadounidense, especialista en la prueba de 400 m en la que llegó a ser subcampeón olímpico en 1924.

## Carrera deportiva
En los JJ. OO. de París 1924 ganó la medalla de plata en los 400 metros, con un tiempo de 48.4 segundos, llegando a meta tras el británico Eric Liddell (oro con 47.6 segundos que fue récord del mundo) y por delante de otro británico Guy Butlerl (bronce con 48.6 segundos).